# Abdelhafid Bellabès
Abdelhafid Bellabès est un footballeur international algérien né le 4 novembre 1959 à Oran. Il évoluait au poste de défenseur central.

## Biographie
Il participe à la Coupe de monde des moins de 20 ans 1979 organisée au Japon avec l'équipe d'Algérie U-20, après avoir été sacré champion d'Afrique junior.
Il reçoit deux sélections en équipe d'Algérie A. Il joue son premier match le 8 avril 1983, en amical contre le Bénin (victoire 6-2). Il joue son second et dernier match le 24 avril 1983, en amical contre cette même équipe (score : 1-1).
Il évolue pendant dix saisons avec le club du MC Oran. Avec cette équipe, il remporte un titre de champion d'Algérie, et deux Coupes d'Algérie.

## Palmarès
- Champion d'Algérie en 1988 avec le MC Oran.
- Vice-champion d'Algérie en 1985 et 1987 avec le MC Oran.
- Vainqueur de la Coupe d'Algérie en 1984 et 1985 avec le MC Oran.
- Vainqueur de la CAN d'Afrique des moins de 20 ans en 1979 avec l'équipe d'Algérie des moins de 20 ans.